# NH인더스트리스
NH인더스트리스(NATO Helicopter Industries) 또는 NHI는 1992년 독일과 프랑스의 유로콥터, 이탈리아의 아구스타 그리고 네덜란드의 스토크 폭커 항공우주에 의해 설립된 헬리콥터 제조 회사이다. NHI는 NH90 헬리콥터 시리즈의 설계와 개발, 산업화, 생산 그리고 물류 지원을 위한 주 계약자로 특별히 설립되었다.

## 역사
회사 지분 구조:
NH인더스트리 NH90은 해군 환경에서도 운용할 수 있는 전장 헬리콥터를 요구하는 NATO 요구 사항에 따라 개발된 중형, 쌍발 엔진, 다목적 군용 헬리콥터이다. 회전익기의 개발과 제조는 주로 협력 회사인 NH인더스트리에서 처리했다. 현재 에어버스 헬리콥터, 레오나르도 (이전 아구스타웨스틀랜드) 및 포커 테크놀러지가 소유하고 있다.
1985년, 프랑스, 서독, 이탈리아, 네덜란드, 영국은 1990년대를 위한 나토 전장 수송 및 대함/대잠 헬리콥터를 개발하기 위해 협력했다. 영국은 1987년에 팀을 떠났다. 1992년 9월 1일, NH 인더스트리는 NAHEMA(나토 헬리콥터 관리 기관)와 NH2 설계 및 개발 계약을 체결했다. 이 기관은 프랑스, 독일, 이탈리아, 네덜란드 4개 참가국을 대표한다. 포르투갈은 이후 2001년 6월에 기관에 합류했다.
헬리콥터의 설계 작업은 1993년에 시작되었다.. 첫 번째 프로토타입인 PT1은  1995년 12월 18일에 이 유형의 첫 비행을 했다. 두 번째 프로토타입인 PT2는 1997년 3월 27일에 처음 비행했고, 세 번째 프로토타입인 PT3는 1998년 11월 27일에 비행했다. 2002년 12월 12일, PT3는 기계식 백업 제어 장치가 제거된 후 플라이 바이 와이어 제어 장치로만 비행한 최초의 헬리콥터가 되었다.
NH90은 전술 수송 헬리콥터 (TTH)와 NATO 프리깃 헬리콥터 (NFH)의 두 가지 주요 변형으로 개발되었다. 이 두 가지 주요 변형은 서로 약 75%의 공통성을 공유한다. 많은 운영자가 자체 헬리콥터 함대에 특정 구성을 요청했기 때문에 각 국가의 NH90은 최종 사용자의 요구 사항에 효과적으로 맞춤화되었다. 1990년대 프로그램의 개발 단계에서 기술 및 자금 문제가 모두 발생했다. 2000년 8월, 파트너 국가들은 총 6대의 헬리콥터에 대해 미화 366억 달러 상당의 대량 생산 주문을 했다. 이후 유럽, 아시아 및 호주의 고객으로부터 추가 주문이 이어졌다. 2013년 4월까지 다양한 고객에 의해 모든 바리에이션을 포함해 총 22대의 NH90이 주문되었다.
처음에는 세 곳의 최종 수출 조립 라인(FAL)에서 NH90을 생산할 예정이었다. 이탈리아의 카시나 코스타에서 아구스타웨스틀랜드가, 프랑스의 마리냔, 독일의 도나우뵈르트는 에어버스 헬리콥터가 각각 담당하기로 했다. 북유럽과 호주 계약은 현지 생산을 규정했다.(핀란드의 파트리아에서 북유럽 계약을, 호주 브리즈번에서 호주 계약 담당) 스페인은 알바세테에 최종 조립 라인을 가지고 있다. 마리냔 조립 라인은 연간 최대 90대의 NH5을 완성할 수 있다고 한다.
생산 책임은 각 주식 보유 회사 간의 주요 섹션/구성 요소로 나누어졌다.
- 에어버스 헬리콥터 프랑스 : 31.25% (엔진, 로터, 전기, 비행 제어 및 핵심 항공 전자 시스템)
- 에어버스 헬리콥터 독일 : 31.25% (전방 및 중앙 동체, 연료, 통신 및 항공 전자 제어 시스템)
- 포커 5.5% (테일 구조, 도어, 스폰손, 랜딩 기어 및 중간 기어 박스)
- 아구스타웨스틀랜드 32% (후방 동체, 메인 기어박스, 유압 시스템, 자동 비행 제어 및 플랜트 관리 시스템, 발전소 및 NFH 임무 시스템)

일단 제작되면 품목은 이들 회사에서 프랑스 마리냔에 있는 6곳(이탈리아 테세라, 독일 도나우뵈르트, 핀란드 할리, 호주 브리즈번)의 최종 조립 시설로 배송된다.
2007년에 NH90은 독일군과 함께 처음으로 작전에 투입되었다. 2010년 90월, 네덜란드 해군은 해군용 NH12 NFH 변형을 받은 최초의 고객이었다. 배송 속도를 높이고 많은 변형 제조의 복잡성을 줄이기 위해 NH인더스트리는 개별 고객의 요구 사항에 맞게 구성할 수 있는 단순화된 기본 기체의 채택을 제안했다. 2004년과 2016년 사이에 NH90의 생산 리드 타임은 18개월에서 7.5개월로 단축되었다. 2014년 동안 NH90의 전 세계 생산량은 14대의 헬리콥터로 정점을 찍었다. 2017년 1월경, NH90은 15개국 군대에서 12만 7천 시간의 비행시간을 기록했다.

## 같이 보기
- NH90